# الإعاقة في جنوب أفريقيا
يشكّل الأشخاص ذوو الإعاقة في جنوب إفريقيا نسبة كبيرة من السكان، وتتفاوت أوضاعهم بشكل كبير في مجتمعٍ نامٍ يعاني من التفاوتات الاجتماعية والاقتصادية ومن إرث الفصل العنصري.
ففي حين يتمتع سكان المناطق الحضرية الميسورون بإمكانية الوصول إلى مجموعة واسعة من الخدمات والمساعدات، يواجه الفقراء تحديات كبيرة في تلبية حتى أبسط الاحتياجات الأساسية للحياة.

## التركيبة السكانية
وفقًا لتقرير صادر عام 2014 عن هيئة الإحصاء في جنوب أفريقيا، استنادًا إلى تعداد عام 2011، فإن 7.5% من سكان البلاد يعتبرون من ذوي الإعاقة. وُجد أن أعلى نسبة من الأشخاص الذين يعيشون مع إعاقات، حسب المقاطعة، كانت في ولاية فري ستيت، حيث كان 11.1% من سكانها يعانون من إعاقة، تليها كيب الشمالية، بنسبة 11%، وشمال غرب البلاد، بنسبة 10%، وكيب الشرقية، بنسبة 9.6%، وكوازولو ناتال، بنسبة 8.4%، ومبومالانجا، بنسبة 7%، وليمبوبو، بنسبة 6%، وكيب الغربية، بنسبة 5.4%، وجوتنج، بنسبة 5.3%. وفي عرضه التقديمي، قال الإحصائي العام، بالي ليهوهلا، إن التعدين يمكن أن يساهم في ارتفاع معدل انتشار الأشخاص ذوي الإعاقة في ولاية فري ستيت، وكيب الشمالية، وشمال غرب، وكيب الشرقية. وفقًا لليهوهلا فإن عددًا كبيرًا من عمال المناجم في جنوب إفريقيا ينحدرون من هذه المقاطعات.

## التشريعات والسياسة الحكومية
جنوب أفريقيا طرف في اتفاقية الأمم المتحدة لحقوق الأشخاص ذوي الإعاقة (CRPD) وكذلك البروتوكول الاختياري لاتفاقية حقوق الأشخاص ذوي الإعاقة، الموقعة في 30 مارس 2007 والمصدق عليها في 30 نوفمبر 2007. ويحظر الفصل الثاني من الدستور الوطني، المسمى "إعلان الحقوق"، صراحة التمييز غير العادل ضد الأشخاص على أساس الإعاقة أو الحالة الصحية.
حددت الورقة البيضاء لاستراتيجية الإعاقة الوطنية المتكاملة لعام 1997 مجموعة متنوعة من مواقف السياسة الحكومية بشأن الإعاقة.
من عام 2009 إلى عام 2014 كانت هناك وزارة ودائرة لشؤون المرأة والطفل والأشخاص ذوي الإعاقة. وقد تعرض برنامجها الخاص بالإعاقة لانتقادات في البرلمان بسبب ضعف الأداء وعدم الكفاءة عندما أُلغي الوزارة والإدارة في عام 2014، انتقلت مسؤولية الأمور المتعلقة بالإعاقة إلى إدارة التنمية الاجتماعية، إلا أن هذه الخطوة تعرضت لانتقادات من قبل منظمات الإعاقة. نظمت جمعية الأشخاص ذوي الإعاقة في جنوب أفريقيا مسيرة ضمت 150 شخصًا إلى مباني الاتحاد احتجاجًا على قرار الحكومة بحل الإدارة. وقال المتحدث باسم إدارة خدمات ذوي الإعاقة، أولويتو سيبوكا، إن الأشخاص ذوي الإعاقة في جميع أنحاء العالم شعروا بأن قرار حل الإدارة قد أعاد حقوق الأشخاص ذوي الإعاقة في جنوب إفريقيا "عشر خطوات إلى الوراء".
وقد قامت وزارة التنمية الاجتماعية في كتابها الأبيض لعام 2015 بشأن حقوق الأشخاص ذوي الإعاقة بتحديث واستكمال استراتيجية التنمية الوطنية لعام 1997 من خلال دمج أحكام اتفاقية حقوق الأشخاص ذوي الإعاقة وبروتوكولها الاختياري. ترغب SASSA في التأكيد على أن الخصم المباشر الوحيد المسموح به من المنحة الاجتماعية هو خصم أقساط وثيقة الجنازة التي تُدار من قبل بموجب اللائحة 26 (أ) من قانون المساعدة الاجتماعية لعام 2004. وتسمح اللائحة باستقطاع مبلغ واحد فقط لا يتجاوز 10% من قيمة المنحة من المنح الخاصة بالبالغين (الشيخوخة، وقدامى المحاربين، والعجز الدائم).

## المناصرة
توجد مجموعة واسعة من منظمات المناصرة والمساعدة الذاتية في جنوب أفريقيا. تتراوح هذه المنظمات من منظمة الأشخاص ذوي الإعاقة في جنوب أفريقيا ذات التوجه السياسي الصريح، والتي ترتبط بحزب المؤتمر الوطني الأفريقي الحاكم، إلى المنظمات الوطنية ذات القضية الواحدة مثل جمعية كوادرا في جنوب أفريقيا ومجموعات المساعدة الذاتية المحلية التي تدافع عن أعضائها. كانت ماريا رانثو (1953-2002)، الرئيسة السابقة لجمعية الأشخاص ذوي الإعاقة في جنوب أفريقيا، أول مستخدمة للكرسي المتحرك تُنتخب لعضوية الجمعية الوطنية في جنوب أفريقيا.
في عام 2014، نفذت شبكة العمل المجتمعي في جنوب أفريقيا خطًا ساخنًا للإبلاغ عن السيارات التي تتوقف بشكل غير قانوني في مواقف السيارات المخصصة للأشخاص ذوي الإعاقة، دون إظهار تصريح وقوف السيارات للأشخاص ذوي الإعاقة.

## توظيف
إن المساواة في التوظيف موجودة في التشريعات، ولكنها في الواقع أقل بكثير من ذلك. من المرجح أن يكون الأشخاص ذوو الإعاقة في جنوب إفريقيا أكثر عرضة للبطالة من المتوسط. وفي دراسة نشرتها جامعة جوهانسبرج في عام 2014 من قبل مركز التنمية الاجتماعية في أفريقيا (CSDA)، تبين أن 68% من مواطني جنوب أفريقيا في سن العمل من ذوي الإعاقة لم يحاولوا مطلقًا البحث عن عمل.

## المنح الاجتماعية
تقدم وزارة التنمية الاجتماعية للمقيمين المؤهلين دعمًا للدخل في شكل منح الإعاقة من خلال وكالة الضمان الاجتماعي في جنوب إفريقيا. أظهرت دراسة أجرتها CSDA في عام 2014 أن 10% فقط من الأشخاص ذوي الإعاقة في جنوب إفريقيا حصلوا على المنحة. أظهرت دراسة نشرتها جامعة جوهانسبرج عام 2010 أن 61% من الأشخاص ذوي الإعاقة الذين يعيشون في أفقر 8 أحياء في جوهانسبرج لم يتمكنوا من الحصول على منحة الإعاقة الحكومية لأسباب مختلفة، بما في ذلك عدم معرفة وجود المنحة.

## تعليم
لقد أدت سياسات المدارس الخاصة المنفصلة في عصر الفصل العنصري إلى إنشاء نظام مدارس للأطفال ذوي الإعاقات المتنوعة، حيث تخصصت بعض المدارس في تعليم الطلاب المكفوفين أو الصم أو ذوي الإعاقة الذهنية، في حين قدمت مدارس أخرى للطلاب ذوي الإعاقة الجسدية المناهج الدراسية القياسية إلى جانب الخدمات الطبية وشبه الطبية لعلاج إعاقات التلاميذ. وكما هو الحال مع عامة السكان، كانت هذه المدارس منفصلة عنصريا أيضا. كانت الموارد المخصصة للأطفال البيض أفضل بكثير من الموارد المخصصة للمجموعات العرقية الأخرى. مع إلغاء نظام الفصل العنصري، حدث تحول في السياسة نحو التعليم الشامل مع فكرة أن معظم الأطفال ذوي الإعاقة يجب أن يذهبوا إلى نفس المدارس مثل أقرانهم غير المعاقين، ومع ذلك فإن عملية جعل المدارس في متناول الجميع وتجهيزها وتوظيف الموظفين لاستيعاب هؤلاء الطلاب كانت بطيئة للغاية. أظهرت دراسة CSDA لعام 2014 أن نسبة الأشخاص ذوي الإعاقة في جنوب أفريقيا الذين حصلوا على درجة جامعية ارتفعت من 0.3٪ في عام 2002، إلى ما بين 1٪ و 2٪ في عام 2014.

## رياضة

### الألعاب البارالمبية
نجح الفريق البارالمبي الجنوب أفريقي باستمرار في إنهاء النصف الأول من جدول الميداليات في كل دورة ألعاب بارالمبية صيفية منذ إعادة قبول البلاد بعد نهاية نظام الفصل العنصري. عند إعادة قبولهم في دورة الألعاب البارالمبية الصيفية عام 1992 في برشلونة، احتل الفريق المرتبة 27 من حيث إجمالي الميداليات، وفي عام 2008 وصلوا إلى المركز السادس، وهو أفضل أداء للفريق حتى الآن.
ومن بين الرياضيين البارالمبيين البارزين في جنوب أفريقيا:
- أوسكار بيستوريوس – الركض السريع
- ناتالي دو تويت – السباحة
- إرنست فان دايك – سباق الكراسي المتحركة وركوب الدراجات اليدوية (حامل الرقم القياسي الحالي بعشرة انتصارات في ماراثون بوسطن ) [27]
- كغوثاتسو مونتجان – تنس الكراسي المتحركة

### الألعاب الأولمبية للصم
شاركت جنوب أفريقيا في دورة الألعاب الأولمبية للصم بشكل منتظم منذ عام 1993. فاز السباح الأصم والحائز على الميدالية الفضية الأولمبية تيرينس باركين بأكبر عدد من الميداليات في تاريخ الألعاب الأولمبية للصم بمجموع 33 ميدالية.

### رياضات أخرى
فاز فريق الكريكيت الوطني للمكفوفين في جنوب أفريقيا ببطولة كأس العالم الأولى للكريكيت للمكفوفين في عام 1998، بعد هزيمة باكستان في النهائي.

## روابط خارجية
- Department of Social Development (8 ديسمبر 2015). "White Paper on the Rights of Persons with Disabilities" (PDF). حكومة جنوب إفريقيا  [لغات أخرى]‏. مؤرشف من الأصل (PDF) في 2016-10-20. اطلع عليه بتاريخ 2017-08-17. {{استشهاد بدورية محكمة}}: الاستشهاد بدورية محكمة يطلب |دورية محكمة= (مساعدة)صيانة الاستشهاد: علامات ترقيم زائدة (link)